# Eleição municipal de Paranaguá em 2016
A eleição municipal de Paranaguá em 2016 foi realizada para eleger um prefeito, um vice-prefeito e 19 vereadores no município de Paranaguá, no estado brasileiro do Paraná. Foram eleitos Marcelo Elias Roque (Partido Verde) e Arnaldo de Sá Maranhão Junior para os cargos de prefeito(a) e vice-prefeito(a), respectivamente. 
Seguindo a Constituição, os candidatos são eleitos para um mandato de quatro anos a se iniciar em 1º de janeiro de 2017. A decisão para os cargos da administração municipal, segundo o Tribunal Superior Eleitoral, contou com 92 316 eleitores aptos e 8 047 abstenções, de forma que 8.72% do eleitorado não compareceu às urnas naquele turno. 

## Resultados

### Eleição municipal de Paranaguá em 2016 para Prefeito
A eleição para prefeito contou com 7 candidatos em 2016: Alceu Maron Filho do Democratas (Brasil), Marcelo Elias Roque do Partido Verde (Brasil), Antonio Ricardo dos Santos do Progressistas, Andre Luiz Pioli Bernascki do Partido Social Cristão, Jozelito Serafini da Rocha do Partido dos Trabalhadores, Hermes Goldestein Junior do Partido Socialismo e Liberdade, Gerson do Rosário Antunes do Partido Republicano Brasileiro que obtiveram, respectivamente, 11 676, 32 399, 822, 25 446, 1 067, 2 188, 0 votos. O Tribunal Superior Eleitoral também contabilizou 8.72% de abstenções nesse turno. 
| Candidato(a)                     | Vice                           | Coligação                                      | Votos recebidos | Percentual |
| -------------------------------- | ------------------------------ | ---------------------------------------------- | --------------- | ---------- |
| Marcelo Elias Roque (PV)         | Arnaldo de Sá Maranhão Junior  | Paranaguá de Verdade                           | 32399           | 44.02%     |
| Andre Luiz Pioli Bernascki (PSC) | Jose da Costa Leite Junior     | Paranagua Vai Mudar                            | 25446           | 34.57%     |
| Alceu Maron Filho (DEM)          | Adalberto Marcos de Araujo     | Novo Jeito de Governar                         | 11676           | 15.86%     |
| Hermes Goldestein Junior (PSOL)  | João Paulo Henrique Siqueira   | Partido Socialismo e Liberdade (sem coligação) | 2188            | 2.97%      |
| Jozelito Serafini da Rocha (PT)  | Elizabete de Oliveira Olleros  | Partido dos Trabalhadores (sem coligação)      | 1067            | 1.45%      |
| Antonio Ricardo dos Santos (PP)  | Ivete Ferreira Antunes Ribeiro | Paranagua para Nossa Gente                     | 822             | 1.12%      |
| Gerson do Rosário Antunes (PRB)  | Delicino de Souza              | Partido Republicano Brasileiro (sem coligação) | 0               | 0%         |

### Eleição municipal de Paranaguá em 2016 para Vereador
Na decisão para o cargo de vereador na eleição municipal de 2016, foram eleitos 19 vereadores com um total de 75 454 votos válidos. O Tribunal Superior Eleitoral contabilizou 3 337 votos em branco e 5 478 votos nulos. De um total de 92 316 eleitores aptos, 8 047 (8.72%) não compareceram às urnas .
| Nome                                  | Partido político                                | Coligação                                     | Votos recebidos | Percentual |
| ------------------------------------- | ----------------------------------------------- | --------------------------------------------- | --------------- | ---------- |
| Waldir Turchetti da Costa Leite       | Partido Social Cristão (PSC)                    | Paranaguá Pede Mudanças                       | 2833            | 3.75%      |
| Jozias de Oliveira Ramos              | Partido Democrático Trabalhista (PDT)           | Paranagua com Futuro                          | 1701            | 2.25%      |
| Fabio dos Santos                      | Partido da Social Democracia Brasileira (PSDB)  | Paranaguá Pede Mudanças                       | 1633            | 2.16%      |
| Nilo Ribeiro Monteiro                 | Progressistas (PP)                              | Paranagua Para Nossa Gente                    | 1438            | 1.91%      |
| Marcus Antonio Elias Roque            | Movimento Democrático Brasileiro (MDB)          | Paranaguá Voltará a Sorrir                    | 1391            | 1.84%      |
| Benedito Nagel                        | Partido Social Democrático (PSD)                | Paranaguá Pode Mais                           | 1258            | 1.67%      |
| Thiago Kutz de Oliveira               | Partido Republicano Brasileiro (PRB)            | Paranagua com Futuro                          | 1150            | 1.52%      |
| Eduardo Francisco Costa de Oliveira   | Partido da Social Democracia Brasileira (PSDB)  | Paranaguá Pede Mudanças                       | 1144            | 1.52%      |
| Adriano Ramos                         | Partido Humanista da Solidariedade (PHS)        | Nova Paranaguá                                | 1097            | 1.45%      |
| Jaime Ferreira dos Santos             | Partido Social Democrático (PSD)                | Paranaguá Pode Mais                           | 1087            | 1.44%      |
| Adilson Soares Zela                   | Partido Pátria Livre (PPL)                      | Avante, Paranaguá!!!                          | 1066            | 1.41%      |
| Alekesandro Alves                     | Partido Trabalhista Cristão (PTC)               | Paranaguá Precisa Crescer                     | 1064            | 1.41%      |
| Francisco Leudomar Nobraga dos Santos | Partido Renovador Trabalhista Brasileiro (PRTB) | Paranaguá Precisa Crescer                     | 1022            | 1.35%      |
| Sandra Luzia Lopes dos Santos Souza   | Partido da Mulher Brasileira (PMB)              | Paranaguá Pede Mudanças                       | 975             | 1.29%      |
| Carlos Alberto Fangueiro              | Partido Popular Socialista (PPS)                | Paranaguá do Povo                             | 906             | 1.2%       |
| Luiz de Sá Maranhão Neto              | Partido Socialista Brasileiro (PSB)             | Partido Socialista Brasileiro (sem coligação) | 868             | 1.15%      |
| Cleverson Ribeiro Miguel              | Partido Socialista Brasileiro (PSB)             | Partido Socialista Brasileiro (sem coligação) | 824             | 1.09%      |
| Orlei Correa                          | Partido Trabalhista Cristão (PTC)               | Paranaguá Precisa Crescer                     | 794             | 1.05%      |
| Gilson Miquiline Marcondes            | Partido Verde (PV)                              | Paranaguá Voltará a Sorrir                    | 435             | 0.58%      |